# Різнича вулиця (Дніпро)
Різнича вулиця, також Різнична вулиця (зукранізоване рос. Резничная) — найкоротша вулиця Дніпра у його Соборному районі; розташована у прибережній, правобережній зоні Дніпра у давній місцевості Половиця — Каміння. Довжина вулиці — понад 100 метрів.
Вулиця розташована у кварталі між вулицями Крутогірний узвіз, Павла Нірінберга та Січеславської Набережної. Вулиця бере початок вулиці Павла Нірінберга, йде через арку будинку на вулиці Нірінберга на схід й закінчується у кварталі без прямого виходу на Крутогірний узвіз.

## Історія
Назва вулиці походить від різників, що працювали на цій ремісницькій вулиці Лісового майдану Половиці-Катеринославу.
Раніше вулиця мала довжину у два квартали й проходила від Дніпра до вулиці Йорданської. У 1979—1980 роках будівництво нового міського цирку на набережній відібрало у вулиці перший квартал. Вцілілий квартал виявився у дворі між поліклінікою міської лікарні № 10 й готелем «Дніпропетровськ». Залишився єдиний будинок № 9 та двір перед ним.

### Лісовий майдан
Після весняної повені 1789 року житлова забудова відступила від берега й звільнену площу зайняла торгівля лісом. Територія над Дніпром між вулицею Володимира Мономаха й перехрестям Ливарної вулиці з Січеславською набережною тоді назвали Лісовий майдан (площа).
Станом на 1910 рік від залізничного (Амурського) моста до Ливарної вулиці були суцільні комори лісу й деревообробні підприємства. У путівнику 1910 року описувалося: «Берег Дніпра від залізничного моста, закінчуючи Ливарною вулицею — один суцільний лісовий склад. Це є центр лісового ринку, де відбувається продаж, скупка й розпилювання лісу. На березі кілька лісопилень, що завалені вдень й вночі роботою, особливо у літню пору».

## Перехресні вулиці
- вулиця Павла Нірінберга,
- (Крутогірний узвіз).

## Будівлі
- № 9 — єдиний багатоквартирний житловий будинок.